# ヤマハ・GTS1000/A
ヤマハ・GTS1000/A（ジーティーエスせん/エー）は、ヤマハ発動機が1993年に発売した輸出市場向け4ストローク1003ccの大型自動二輪車である。

## 概要
GTS1000はヤマハのツアラーでベストセラーとなっていたFJ1200の後継車種として、また当時高い評価を得ていたBMWのKシリーズへの対抗車種として1993年（平成5年）に日本国外で発売された。日本国内での販売は1999年（平成11年）の販売終了まで一度も行われなかったが、逆輸入された実績がある。当時の主力市場であったヨーロッパにおいてはオートバイへの100馬力規制が施行されると言われており、また将来的な排ガス規制を見越してキャタライザーを装備するなど、下記に示すように先進的な機構を採用していた。しかし、実際にヨーロッパでは100馬力規制は実施されず、先進的な機構を搭載したことによる開発および製造費用の増加などによって販売価格が跳ね上がった結果販売台数は振るわなかった。細かい改良とカラーリング以外変更されず、1999年（平成11年）まで販売された。
エンジンはFZR1000を基本に燃料噴射装置EFIを加えることで、低中速重視の設定を施している。フレームと足回りは完全に新設計とし、前輪には片持ちスイングアーム式サスペンションを採用した。ステアリングの機構に関しては、ハブセンター・ステアリングと混同されがちであるが、そもそもGTS1000 /Aの前輪にはハブが無いため、ハブセンター・ステアリングではない。
排気系にはキャタライザーを標準装備としている。また、ABSを装備したGTS1000Aもラインアップされていた。純正のパニアケースがオプションとして存在し、フレームにはそのためのマウントが用意されている。
その特異なフレーム構成は、前後のサスペンションアームとフレームを側面から見た形状がギリシャ文字の「Ω」に似ていることから、オメガシェープドフレーム(Omega Shaped Chassis)と称された。

## 車両解説
ツアラーとして安定した走行を行うために効果的と考えられる機構を多く採用しており、その効果は絶大である。特に制動時は、機構的に握りゴケの発生しづらいフロントスイングアームにABSの組み合わせによって磐石の制動力を発揮する。また、中速で粘るエンジンは重量級の車体にもかかわらず常用速度域においてスーパースポーツに匹敵する動力性能を保持している。その性能は開発者にして「100km/hまでの加速であれば（当時145psを発揮していた）FZR1000を凌ぐ」と言わしめるほどである。しかし超高速域での出力特性は決してよくなく、詳細は後述するが低速でも非常にナーバスな出力特性となってしまっている。
この車種の最大の欠点となるのは、ありとあらゆる機構を組み込んだ結果279kgとなってしまった重量である。加えて車体の重心が高いため、サイドスタンドを解除するまでの操作でさえ自由に操ることの出来る人は限られる。
この車種の外観で最も特徴的であるのが前輪の片持ちスイングアーム式サスペンションだが、一般的なテレスコピック式サスペンションに比べて幾分特異な挙動を示す。安定した旋回を行うためには特殊な技術を必要とする場合がある。また前輪は130/60ZR17という特殊なサイズを採用しているが、現在ではサイズがないのと磨耗時に若干切れ込む傾向があるため、120/70ZR17や120/65ZR17にリプレイスするオーナーが多い。
前輪が加速、制動時に挙動変化が少ないスイングアーム式サスペンションであることもリア荷重を妨げる要因となっている。一方で荷物満載時やタンデム時など十分にリア荷重がかかる状況では驚くほど軽い旋回特性を見せる。
いかにもツアラー向きといえる上記の特性に対して、低速時の操作性は若干の慣れを必要とする。スイングアーム式のフロントサスペンションは低速旋廻時に切れ込みがほとんど発生せず、中低速重視のエンジン特性も極端に低い二次減速比と駆動系のバックラッシュによってアイドリング回転数付近で安定した旋廻を行うことは慣れを必要とする。